# Varulven (roman av Alexandre Dumas den äldre)

Varulven, ISBN 91-7228-115-4, är en svensk översättning av Gunnar Gällmo av Le Meneur de loups, en fantasyroman från 1857 av Alexandre Dumas. Gällmos översättning publicerades först av Delta 1976 med titeln Varulven, som femte delen i en serie med skräckklassiker.
Varulven är en skräckroman som bygger på en gammal folksägen från Dumas hemstad Villers-Cotterêts i norra Frankrike. Handlingen utspelar sig i 1600-talets Frankrike.
Thibault är en fattig skomakare som bor i en liten by i skogen. En dag råkar han komma i vägen för en jakt ledd av friherren av Vez. Skogvaktaren misshandlar Thibault som straff. Thibault är illa tilltygad och kan knappt ta sig hem. När han kommer fram till sin stuga knackar det på dörren. Utanför står en jättelik varg som går på bakbenen. Vargen talar till Thibault med människoröst och erbjuder honom en möjlighet att hämnas genom att ingå en pakt med Djävulen. Thibault går med på förslaget och önskar skogvaktaren död och en hemsk olycka för friherren. Men snart märker Thibault att konstiga saker händer med hans kropp. Hans ögon blir röda och hans hår blir strävt. Han börjar också få en okontrollerbar hunger efter kött. Thibault inser att han har förvandlats till en varulv. Han börjar terrorisera byborna och döda deras boskap. Till slut lyckas en grupp jägare döda honom.
Varulven är en klassisk skräckroman och den första med en varulv i huvudrollen, som har inspirerat många andra verk, bland annat filmer, tv-serier och teaterpjäser. Den är en berättelse om hämnd, förvandling och det mänskliga mörkret.